# 贾思敏·汤普森
贾思敏·汤普森（英語：Jasmine Thompson，2000年11月8日—）是一位中英混血女歌手，词作家。出生在英国伦敦。從10歲，也就是2010年開始在YouTube放置自己彈奏跟翻唱的歌曲，漸漸累積出知名度，2020年為止，她的YouTube频道已經有了超过3,600,000名的订阅者。
2014年得到了與德國DJ羅賓·舒爾茨合作機會，主唱了「Sun Goes Down」因而走红，这首歌曲在至少11个国家获得前十名的成绩，這首歌累積點閱率已經達到了約1億4千萬次。
2014年底，她翻唱了夏卡·康的歌曲「Ain't Nobody」，該曲在英国单曲排行榜最高排名到了第32名，这首歌曲于2015年被德国DJ菲利克斯·耶恩重新混音，而重混過後的「Ain't Nobody」主唱由贾思敏·汤普森擔任，此次合作歌曲在欧洲各国走红，并在英国单曲排行榜获得最高第2名的成绩。